# WrestleMania 41
WrestleMania 41 — сорок первое в истории шоу WrestleMania. Это премиум-шоу производства американского рестлинг-промоушна WWE, которое запланировано к проведению 19 и 20 апреля 2025 года на стадионе «Эллиджент Стэдиум» в пригороде Лас-Вегаса Парадайсе, штат Невада. Мероприятие будет показано по традиционной системе pay-per-view (PPV) по всему миру, а также на сервисе WWE Network, который в разных регионах мира доступен на разных площадках. Впервые основной площадкой для показа станет сервис Netflix. В тех регионах, где Netflix недоступен, а также в странах, где действуют ранее заключенные контракты, шоу будет показано на других платформах.
WrestleMania 41 станет второй WrestleMania, которая прошла в Лас-Вегасе, после WrestleMania IX, организованной в 1993 году. Также после годичного перерыва в названии шоу используются римские цифры. Летом предыдущего года Джон Сина заявил, что планирует завершить карьеру в 2025 году, и WrestleMania 41 станет его последней. Сина не пропустил ни одной WrestleMania с 2004 по 2015 годы, после чего, посетил шоу в 2017, 2018, 2019, 2020 и 2023 годах

## Организация

### Предыстория WrestleMania
WrestleMania — флагманское шоу WWE, впервые проведённое в 1985 году, и с тех пор ежегодно проводимое в период с середины марта по середину апреля. Это было первое PPV-шоу WWE, а также первое крупное событие компании, доступное для просмотра в режиме стриминга, когда WWE начала использовать этот способ трансляции в 2014 году. На текущий момент это самое давнее из регулярно проводимых шоу WWE. Наряду с Royal Rumble, SummerSlam и Survivor Series это одно из шоу, составляющих неофициальную «Большую Четвёрку». В 2019 году WrestleMania оценили как шестой самый дорогой спортивный бренд в мире по версии Forbes, и была названа «Супербоулом спортивных развлечений». На шоу традиционно проводили матчи всех брендов WWE, даже в эпоху их разделения. Подобно «Супербоулу», города участвуют в тендере на право проведения WrestleMania. С 2013 по 2022 годы организация WrestleMania суммарно принесла в бюджеты городов, где проводилось шоу, более 1,25 миллиардов долларов.
WrestleMania в 2025 году станет первым шоу линейки WrestleMania, место для проведения которого выбирали новые владельцы WWE — руководство компании TKO, ставшей мажоритарным владельцем WWE в 2023 м году. WWE было объединено с UFC в одну компанию открытого типа TKO Group Holdings, при этом на организации шоу WWE продажа никак не сказалась.

### Предыстория шоу в Лас-Вегасе
Лас-Вегс в силу своего географического расположения — город с не самыми богатыми традициями рестлинга. С 30х годов XX века в штате Невада периодически проводились шоу работавшего неподалеку калифорнийского отделения National Wrestling Alliance (NWA Hollywood, Big Time Wrestling, World Wrestling Association). В 60е свои виды территорию пытались также освоить American Wrestling Association, неплохо основавшиеся на западном побережье. В 80е в Лас-Вегасе снимали выпуски женского телевизионного шоу GLOW.
Первые подтверждённые сообщения об организации шоу WWE в регионе Лас-Вегаса датированы 1987 годом. В 1988 году в регионе объявились и конкуренты из NWA: в августе того года в Лас-Вегасе было проведено одно из шоу главных летних гастролей NWA «The Great American Bash».
В 1993 году в Лас-Вегасе было проведено крупнейшее шоу WWF года WrestleMania IX, что стало толчком для развития рестлинга в городе. В течение полутора лет в Вегасе организовали шоу мексиканского промоушна Asistencia Asesoria y Administracion, там же состоялось PPV «Blackjack Brawl» печально известного Universal Wrestling Federation, в начал 1995 года в Вегасе провели «Clash of the Champions» промоушна WCW. В том же 1994 году в Вегасе попытались запустить местную инди-сцену, на несколько лет заработал промоушн National Wrestling Conference.
С 1997 года в Лас-Вегасе и окрестностях ежегодно проводятся шоу WWF/WWE. Предыдущим перед WrestleMania 41 премиум-шоу WWE в регионе стало Money in the Bank 2022, проведенное на MGM Grand Garden Arena в Парадайсе.
Традиционно для WrestleMania в 2025 году был подготовлен дизайн в стилистике принимающего города. Тематикой логотипа стал символ Лас-Вегаса игорный бизнес. Дизайн исполнен в цветастом стиле, ключевые элементы логотипа — игральные карты и стилизованное под неоновую вывеску сокращенное название города «Вегас».

### Организация и проведение шоу

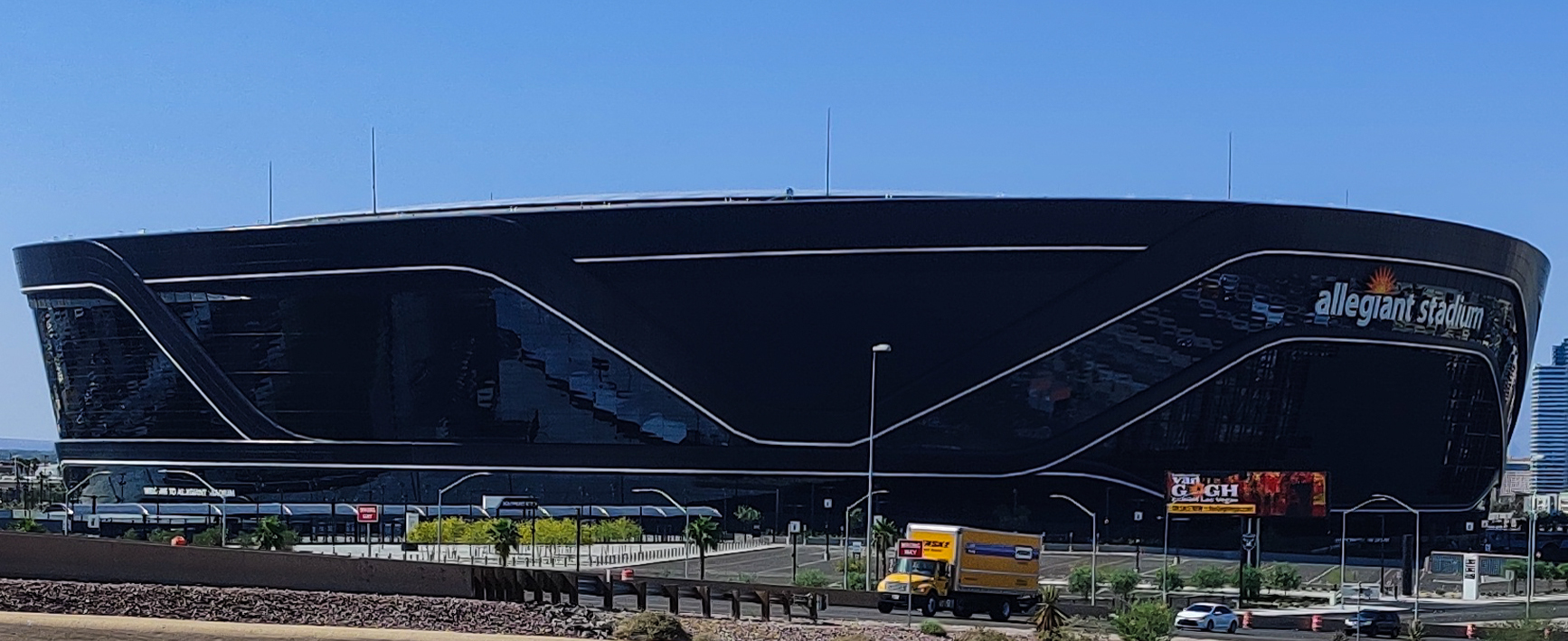
Шоу пройдёт на стадионе «Эллиджент» в пригороде Лас-Вегаса Парадайсе, штат Невада.

4 мая 2024 года было объявлено, что 41я WrestleMania пройдет в Лас-Вегасе, штат Невада. Местом проведения был выбран стадион «Эллиджент» в пригороде Вегаса Парадайсе. В итоге WrestleMania впервые пройдет в пасхальный уик-енд. Также это был одно из самых поздних объявлений места проведения шоу, к примеру, о проведении WrestleMania XL годом ранее было объявлено почти за два года до шоу.
На проведение шоу долгое время претендовал город Миннеаполис, штат Миннесота. Власти этого города сделали несколько заявлений о грядущем шоу, интерес к проведению шоу проявляло руководство стадиона US Bank Stadium. Официальная заявка была подана в марте 2024 года, однако выбор был сделан в пользу Лас-Вегаса предположительно потому, что там находится штаб-квартира компании TKO, которая в 2023 м году стала мажоритарным акционером WWE.
WrestleMania 41 станет самым поздним шоу по датам проведения: 19 и 20 апреля. Ранее шоу проходило в конце марта или начале апреля. Ранее самой «поздней» была 37я WrestleMania, второй день которой прошел 11 апреля (в 2021 м году). Предположительно шоу перенесли на попозже по желанию властей Лас-Вегаса, считавших, что начало апреля — неудачное для туризма время.
Билеты поступили в продажу 23 сентября 2024 года. Цена на билеты оказалась неожиданно высокой: самый дешёвый билет стоил более 700 долларов. Возмущение по поводу стоимости билетов широко освещалось в прессе по всему миру.

### Спонсоры и корпоративные бренды на шоу
Традиционно WrestleMania привлекает значительное число спонсоров. В качестве первого спонсора выступило Управление по делам конференций и туризма Лас-Вегаса, выделив на организацию шоу 5 миллионов долларов.

### Другие мероприятия WWE на неделе WrestleMania
Традиционно на неделе WrestleMania, а также сразу после в городе, где проводится это шоу, проводят ряд других мероприятий. В январе 2025 года объявили, что Лас-Вегас также примет несколько других шоу WWE: 18 апреля на арене T-Mobile Arena проведут записи Smackdown. Сразу после этого шоу будет организована церемония введения новых членов в Зал Славы WWE. В субботней программе на T-Mobile Arena запланировано премиум-шоу NXT «Stand and Deliver». Также в понедельник 21 апреля там же будут проведены съёмки шоу RAW. Билеты на эти шоу поступили в продажу во вторник 18 февраля.
В январе 2025 года объявили, что на неделе WrestleMania будет проведена пятидневная фанатская конвенция при поддержке Управления по делам конференций и туризма Лас-Вегаса и компании Fanatics.

### Контракт WWE с Netflix
23 января 2024 года было объявлено о заключении долгосрочного партнёрства WWE и стримингового сервиса Netflix. По этому контракту с начала 2025го года шоу RAW, а также все премиум-шоу WWE можно было смотреть эксклюзивно на Netflix в США, Канаде, странах Латинской Америки. Также документ подразумевал, что со временем Netflix станет основной площадкой для трансляции шоу WWE и в других странах, где существовали свои контракты на показ шоу — по мере завершения сроков действия этих контрактов. Таким образом WrestleMania 41 станет первой, которую будут показывать приоритетно на Netflix. Соглашение рассчитано на 10 лет, сумма, которую боссы Netflix заплатят за контракт, — 5 миллиардов долларов. Также предусмотрены две дополнительные опции: боссы Netflix могут раньше времени отказаться от контракта по истечении 5 лет. И наоборот предусмотрена возможность автоматического продления соглашения ещё на 10 лет

## Показ шоу
Как и все остальные Премиум-шоу WWE WrestleMania XL будет приоритетно показана на сервисе WWE Network, а также на других площадках, которые купили права на трансляцию эфиров этого сервиса в отдельных странах. В США шоу будет доступно на сервисе Netflix, который приобрёл эти права в 2024 году. Это будет первый показ на Netflix после того, как в течение трёх лет правами на приоритетный показ премиум-шоу WWE обладал сервис Peacock. В тех странах, где Netflix недоступен, а также там, где были ранее заключены эксклюзивные контракты на показ шоу WWE, показ будет осуществляться в соответствии с условиями этих контрактов. Например, WrestleMania в странах Африки (за исключением северной) будет показана на Showmax, в Северной Африке и на Ближнем востоке — на MBC Group, на Филиппинах и в Индонезии — на Disney+, в Австралии — на Binge. Все это расширяет аудиторию показа, поскольку данные сервисы берут существенно меньшую абонентскую плату, чем напрямую WWE Network.
В России легальный просмотр WrestleMania будет невозможен из-за того, что в 2022 году WWE Network был заблокирован на территории этой страны, доступ к Netflix был также заблокирован.

## Селебрити на WrestleMania 41
Давней традицией WrestleMania является приглашение на шоу известных людей из мира спорта, развлечений, поп-культуры, общественной жизни. Не стала исключением и юбилейная WrestleMania 41.
21 февраля было объявлено, что в одном из воскресных мероприятий фестиваля «WrestleMania World», который пройдет в уик-енд шоу, примет участие легендарный боксёр Майк Тайсон.

## Сюжеты и назначение матчей
Традиционно на шоу WWE рестлеры проводят матчи, развивающие сюжеты и истории. Наиболее частый вид матча — противостояние положительного («фейс») и отрицательного («хил») персонажей. Подготовка матча и раскрытие сути конфликта происходит на телевизионных шоу — в случае основного ростера WWE это Raw и SmackDown. По сложившейся с 1993 год традиции, место в главном матче WrestleMania получает победитель Королевской Битвы. Так происходило каждый год за исключением 1997, 1999 и 2008 годов, хотя в 2008 году Джон Сина, выигравший Королевскую Битву, все равно оказался в титульном матче на WrestleMania, заработав это право в другом матче.
Первый матч на WrestleMania 41 был назначен 10 февраля 2025 года. На RAW Джей Усо, ранее выигравший Королевскую Битву на Royal Rumble, бросил вызов Чемпиону мира в тяжелом весе австрийскому рестлеру Гюнтеру. Гюнтер совершил восхождение к титулу в 2024 году, когда последовательно выиграл турнир Король Ринга в мае 2024 года. В августе на SummerSlam Гюнтер победил Дамиана Приста, выиграв Чемпионство Мира, которое позже успешно защищал в течение полугода. В январе 2025 года Джей Усо и Гюнтер уже провели матч за Чемпионство Мира на Saturday Night’s Main Event, и тогда сильнее оказался Гюнтер. Неделей после того матча Джей Усо выиграл Королевскую битву на Royal Rumble, заработав гарантированное право на матч за любой титул на WrestleMania. На RAW 10 февраля он окончательно подтвердил свой выбор, решив претендовать на титул Гюнтера.
3 января на первом SmackDown 2025 года молодая рестлерша Тиффани Стрэттон реализовала выигранный ранее контракт «Деньги в банке», удержала в спонтанно назначенном матче Наю Джекс и стала новой Чемпионкой WWE. Она впоследствии защитила Чемпионство от Бэйли на Smackdown 17 января. Неделей позже 24 января на SmackDown было подтверждено, что на Royal Rumble состоится возвращение неоднократной чемпионки WWE Шарлотт Флэр, которая пропустила больше года выступлений из-за тяжелой травмы колена, полученной ещё в декабре 2023 года на Smackdown. На шоу Royal Rumble Шарлотт выиграла Королевскую битву, заработав право на матч за любое чемпионство на выбор на WrestleMania 41. Через две недели на SmackDown 14 февраля Шарлотт определилась: она выбрала матч с Тиффани за Чемпионство WWE на главном шоу года.
Главным событием шоу станет противостояние матч за Неоспоримое чемпионство Вселенной WWE Коди Роудса и Джона Сины. Роудс выиграл титул годом ранее, на WrestleMania XL, прервав более, чем 4-летнее Чемпионство Романа Рейнса. На следующий после этого день на RAW Роудс договорился с Роком, что в будущем они обязательно проведут матч друг против друга, но не оговорили ситуации, когда и где. 6 июля 2024 года на премиум-шоу Money in the Bank Джон Сина объявил, что намерен завершить карьеру в 2025 году. В начале 2025 года Сина начал свой прощальный тур, приняв участие в первых премиум-шоу года. В Королевской битве он выбыл из боя последним, после чего заявил, что его участие в WrestleMania будет лучше для индустрии и сам себя заявил в бой «Клетка уничтожения» на следующем премиум-шоу Elimination Chamber. После того, как победитель Королевской битвы Джей Усо заявил, что выбирает себе матч на WreslteMania против Чемпиона Мира в тяжелом весе Гюнтера, стало ясно, что в Elimination Chamber на кону будет право на бой за Неоспоримое чемпионство в тяжелом весе. За восемь дней до Elimination Chamber Рок обратился к Коди Роудсу, потребовав его душу и стать его корпоративным чемпионом. Он дал Коди восемь дней на размышления. На Elimination Chamber Джон Сина одержал победу, заработав право на титульный матч. После боя Сину вышел поздравить Коди Роудс. Рестлеры поприветствовали друг друга, после чего в зал вышел Рок. Он потребовал ответа у Роудса, и Коди озвучил свой отказ. После этого Сина обнял Роудса, но сам изменился в лице. Рок жестом предложил Сине расправиться с Роудсом, и тот напал на Коди, ударив в пах, а затем нанеся удары дорогими часами Rolex и чемпионским поясом. Таким образом Сина стал полноценным хилом впервые с 2003го года, объединившись с Роком.
На Elimination Chamber заглавный женский матч выиграла Бьянка Белэйр, ставшая претенденткой на Женское чемпионство Мира. Титулом на момент шоу владела Рея Рипли, которую при этом ожидала ещё защита Чемпионства от Ийо Скай на RAW 3 марта. Этот матч стал главным событием понедельничного шоу и завершился победой японской рестлерши. Таким образом пропуск на WrestleMania получила Ийо Скай, однако позже Рипли добилась того, чтобы быть добавленной в этот матч, что было утверждено на RAW 7 апреля
Сюжет для еще одного матча начался 22 ноября 2024 года на Smackdown, когда выяснилось, что некто напал на одну из командных чемпионок WWE Джейд Каргилл на парковке арены, где проходило шоу. По итогам этого нападения у Каргилл диагностировали многочисленные сюжетные травмы, которые отправили ее на продолжительный больничный. За время отсутствия Каргилл ее место в составе командных чемпионок заняла Наоми, которая вместе с другой командной чемпионкой Бьянкой Билэйр подозревала в нападении Лив Морган и Ракель Родригес, которых видели рядом с местом нападения. В итоге 24 февраля 2025 года на RAW у этих команд состоялся матч на RAW, в котором Морган и Родригес одержали победу и стали новыми командными чемпионками. Наоми также квалифицировалась в Клетку Уничтожения на шоу Elimination Chamber, где прямо перед началом матча в зале неожиданно появилась Джейд Каргилл. Она напала на Наоми, и в результате ее атак Наоми не смогла принять участие в матче. На последующем SmackDown Наоми призналась, что именно она напала на Каргилл, и выразила сожаление, что не сделала этого раньше. После нескольких конфронтаций на Smackdown 4 апреля рестлершам был назначен матч на WrestleMania.

## Результаты матчей
| №                               | Результаты                                                                         | Условия                                       | Время |
| ------------------------------- | ---------------------------------------------------------------------------------- | --------------------------------------------- | ----- |
| 1                               | Джей Усо победил Гюнтера (ч)                                                       | Матч за титул Чемпионство Мира в тяжелом весе | 16:21 |
| 2                               | Новый день (Кофи Кингстон и Ксавье Вудс) победили Рейдеров Войны (Ивар и Эрик) (ч) | Матч за Командное чемпионство Мира            | 9:12  |
| 3                               | Джейд Каргилл победила Наоми                                                       | [ 90 ]                                        | 9:20  |
| 4                               | Джейкоб Фату победил ЛА Найта (ч)                                                  | Матч за Чемпионство Соединённых Штатов WWE    | 10:40 |
| 5                               | Эль Гранде Американо победил Рея Феникса                                           | Одиночный матч                                | 7:55  |
| 6                               | Тиффани Стрэттон (ч) победила Шарлотт Флэр                                         | Матч за титул Чемпионство WWE среди женщин    | 19:05 |
| 7                               | Сет Роллинс победил Романа Рейнса и СМ Панка (с Полом Хейманом)                    | Трёхсторонний матч                            | 32:55 |
| - (ч) – чемпион на начало матча |                                                                                    |                                               |       |

| №                               | Результаты                                                                              | Условия | Время |
| ------------------------------- | --------------------------------------------------------------------------------------- | --- | ----- |
| 1                               | Ийо Скай (ч) победила Бьянку Белэйр и Рея Рипли                                         | Матч за титул Женское чемпионство Мира | 14:25 |
| 2                               | Дрю Макинтайр победил Дамиана Приста                                                    | Матч по правилам "Уличной драки" Города Грехов | 13:55 |
| 3                               | Доминик Мистерио победил Пенту, Брона Брейккера (ч) и Финна Балора                      | Четырёхсторонний матч за Интерконтинентальное чемпионство WWE                                                                                      | 10:30 |
| 4                               | Рэнди Ортон победил Джо Хендри                                                          | Матч был назначен уже по ходу шоу, Хендри ответил на открытый вызов Рэнди Ортона, после того, когда Кевин Оуэнс получил травму и не смог сразиться | 3:10  |
| 5                               | Эй Джей Стайлз победил Логана Пола                                                      | Одиночный матч | 17:50 |
| 6                               | Бекки Линч и Лайра Валькирия победили Судный день (Ракель Родригес и Роксана Перес) (ч) | за Командное чемпионство WWE среди женщин | 8:40  |
| 7                               | Джон Сина победил Коди Роудса (ч)                                                       | Матч за титул Неоспоримое Чемпионство WWE | 21:40 |
| - (ч) – чемпион на начало матча |                                                                                         | |       |